# Diecezja Shaoguan
Diecezja Shaoguan (diecezja Shaozhou, łac. Dioecesis Sciaoceuvensis, chiń. 天主教韶州教区) – rzymskokatolicka diecezja ze stolicą w Shaoguanie w prowincji Guangdong, w Chińskiej Republice Ludowej. Biskupstwo jest sufraganią archidiecezji kantońskiej.

## Historia
9 kwietnia 1920 papież Benedykt XV brewe Cum opitulante erygował wikariat apostolski Shaoguanu. Dotychczas wierni z tych terenów należeli do wikariatu apostolskiego Kantonu (obecnie archidiecezja kantońska).
W latach 1920–1930 wikariuszem apostolskim Shaoguanu był św. Alojzy Versiglia. Zginął on śmiercią męczeńską stając w obronie uczennic szkoły katechetycznej.
W wyniku reorganizacji chińskich struktur kościelnych dokonanej przez papieża Piusa XII 11 kwietnia 1946 wikariat apostolski Shaoguan podniesiono do godności diecezji.
Z 1950 pochodzą ostatnie pełne, oficjalne kościelne statystyki. Diecezja Shaoguan liczyła wtedy:
- 5 199 wiernych (0,2% społeczeństwa)
- 23 księży (3 diecezjalnych i 20 zakonnych)
- 29 sióstr zakonnych.

Od zwycięstwa komunistów w chińskiej wojnie domowej w 1949 diecezja, podobnie jak cały prześladowany Kościół katolicki w Chinach, nie może normalnie działać. W 1952 po uwięzieniu i procesie biskup Shaoguanu Michele Alberto Arduino SDB został wydalony z kraju.
W latach 1962–1970 diecezją rządził mianowany przez Patriotyczne Stowarzyszenie Katolików Chińskich antybiskup.

## Ordynariusze

### Wikariusze apostolscy
- św. Luigi Versiglia SDB[3] (1920–1930)
- Ignazio Canazei SDB[3] (1930–1946)

### Biskupi
- Ignazio Canazei SDB (1946)
- Michele Alberto Arduino SDB[3] (1946–1962 de facto do 1952) następnie mianowany biskupem Gerace-Locri we Włoszech
- sede vacante (być może urząd sprawował biskup(i) Kościoła podziemnego) (1962-nadal)

### Antybiskupi
Ordynariusze mianowani przez Patriotyczne Stowarzyszenie Katolików Chińskich nieposiadający mandatu papieskiego:
- Xia Xueqian (1962-1970?).